# 502国道
502国道（或“国道502线”、“G502线”），也称克东—齐齐哈尔公路，是在中国的一条国道，起点为黑龙江省齐齐哈尔市克东县，终点为黑龙江省齐齐哈尔市，途经克东、克山、依安等市。502国道为《国家公路网规划》普通国道网182条联络线的第2条。